# اوک‌هورست (اکلاهما)
اوک‌هورست(به انگلیسی: Oakhurst) شهری در ایالت اکلاهما کشور ایالات متحده آمریکا است که جمعیت آن در سرشماری سال ۲۰۱۰ میلادی، ۲٬۱۸۵ نفر بوده‌است.